# Claude Trahan
Claude Trahan (* 17. März 1939 in Trois-Rivières; † 6. Dezember 1975 in Shawinigan) war ein kanadischer Skispringer.

## Werdegang
Trahan gehörte bereits Anfang der 1950er Jahre zu den aufstrebenden Talenten des Trois-Rivières Ski Club. 1957 gewann er den kanadischen Juniorentitel im Skispringen. Jedoch konnte er trotz dieses Erfolgs nur schwer bei den Erwachsenen Fuß fassen. Erst 1963 wurde er in den Nationalkader aufgenommen. Bei den Olympischen Winterspielen 1964 gehörte er als Ersatzmann zum Team. Auch bei der Nordischen Skiweltmeisterschaft 1966 in Oslo hatte er nur den Ersatzposten inne. Bis 1968 startete er ausschließlich in den Vereinigten Staaten und in seiner Heimat Kanada. Trotz dessen wurde er Anfang des Jahres gemeinsam mit Ulf Kvendbo und John McInnes für die Olympischen Winterspiele 1968 in Grenoble nominiert. Dort jedoch konnte er nicht überzeugen und wurde von der Normalschanze nur 57. und von der Großschanze nur 58. von jeweils 58 Startern. Noch kurze Zeit vor den Spielen erreichte er mit Rang vier bei den Kanadischen Meisterschaften seine bis dahin beste nationale Platzierung.
Bei der folgenden Nordischen Skiweltmeisterschaft 1970 in Štrbské Pleso reiste er erneut mit der Mannschaft, nahm jedoch dann nicht an den Wettbewerben teil.
In der Folge sprang Trahan noch bis März 1974 auf nationaler Ebene weiter, bevor er schließlich seine Karriere beendete.
Am 6. Dezember 1975, keine zwei Jahre nach seinem Karriereende, starb Trahan gemeinsam mit einem seiner Söhne bei einem Autounfall bei Shawinigan.